# 1st Field Artillery Regiment, RCA (Halifax-Dartmouth)
1st Field Artillery Regiment, RCA (Halifax-Dartmouth) ou 1st Fd Arty Regt, traduisible par « 1er Régiment d'artillerie de campagne (Halifax-Darmouth), ARC, » est une unité de la Première réserve des Forces canadiennes faisant partie du 36 Canadian Brigade Group dans le secteur de l'Atlantique de la Force terrestre sous le Commandement de la Force terrestre,. La mention « RCA » dans le nom du régiment signifie Royal Canadian Artillery ou Artillerie royale canadienne (ARC),. Le nom du régiment peut être écrit sans cette mention. Le régiment est basé dans les Halifax Armouries, traduisible par « Armuries Halifax », à Halifax dans la province de la Nouvelle-Écosse,.

## Histoire

### Origines (1776-1893)
Les origines exactes de l'artillerie volontaire à Halifax sont floues. Cependant, on peut retracer l'existence de la Halifax Volunteer Artillery, traduisible par « Artillerie volontaire Halifax », jusqu'en 1776. Cette unité fait alors partie des unités de milice créées par des hommes d'affaires de l'époque qui y voient un moyen de se faire de nouvelles relations d'affaires. Le fait d'avoir des unités spécialisées comme l'artillerie permet aux volontaires une augmentation rapide étant donné que les réguliers britanniques ne sont pas assez nombreux pour opérer tous les canons.
La première reconnaissance officielle du régiment connue remonte à avril 1791 dans un rapport du gouverneur colonial John Wentworth à Londres. En effet, il avait reçu l'ordre de lever une force de mille hommes afin de défendre la colonie et répond qu'il a déjà 700 miliciens et une batterie d'artillerie sous le commandement du capitaine Tremaine en plus de 1 000 hommes dans la légion de la Nouvelle-Écosse de la Milice incluant une compagnie de cavaliers et deux batteries d'artillerie situés dans la région de la baie de Fundy. La batterie d'artillerie de Halifax mentionnée dans le rapport du gouverneur Wentworth demeure en service tout au long de l'ère napoléonienne.
Lors de la réorganisation des défenses coloniales le 1st Halifax Regiment of Militia devient un des cinq régiments de Halifax. Celui-ci inclut la Halifax Volunteer Artillery. Le 14 juin 1865, cette dernière devient une composante de la 1st Brigade of Halifax Militia Artillery, traduisible par « 1re Brigade d'artillerie de la Milice de Halifax », qui prend place à la Citadelle de Halifax. Le 10 septembre 1869, les trois brigades d'artillerie de la Milice fusionnent pour former la Halifax Brigade of Garrison Artillery, traduisible par « Brigade d'artillerie de garnison Halifax ». Le 9 décembre 1870, cette dernière est redésignée 1st Halifax Brigade of Garrison Artillery. Deux batteries de cette brigade servent au cours de la Rébellion du Nord-Ouest en 1885. En avril 1892, l'unité est redésignée en tant que 1st Battalion, Garrison Artillery, traduisible par « 1er Bataillon, Artillerie de garnison ». Le 28 décembre 1893, l'unité est de nouveau redésignée cette fois en tant que 1st Halifax Regiment of Garrison Artillery, traduisible par « 1er Régiment d'artillerie de garnison Halifax ».

### Première Guerre mondiale et l'Entre-deux-Guerres (1914-1939)
Le 1st Halifax est appelé en service actif dès le début de la Première Guerre mondiale. Il demeure actif tout au long du conflit et doit fournir détachements de troupes entraînées pour former le 9th Siege Battery, traduisible par « 9e Batterie de siège » et pour fournir des remplaçants aux autres unités de siège en France. À l'armistice, le régiment reprend son statut de réserve.
Le 2 février 1920, le régiment est redésigné 1st Halifax Regiment, Canadian Garrison Artillery, traduisible en « 1er Régiment Halifax, Artillerie de garnison canadienne ». Le 1er juillet 1925, le régiment est de nouveau redésigné, cette fois en 1st Halifax Coast Brigade, Canadian Artillery, traduisible en « 1re Brigade côtière Halifax, Artillerie canadienne ». Le régiment est placé en service actif en 1939.

### Seconde Guerre mondiale et l'après-guerre (1939-1960)
Durant la Seconde Guerre mondiale, le régiment fut appelé à assurer les défenses domestiques à Halifax. Cependant, le régiment a envoyé des troupes à d'autres unités outre-mers.
Le 29 mai 1942, le régiment est redésigné 1st (Halifax) Heavy Anti-Aircraft Regiment, RCA, traduisible en « 1er Régiment antiaérien lourd (Halifax), ARC ». Le 22 août 1955, avec le changement des canons britanniques de 3,7 po pour l'équipement américain de 90 mm, le régiment devient le 1st (Halifax) Medium Anti-Aircraft Regiment, RCA, traduisible par « 1er Régiment antiaérien médium (Halifax), ARC ».
Le 1er novembre 1960, le régiment adopte son nom actuel de 1st (Halifax-Dartmouth) Field Artillery Regiment, RCA alors qu'il est équipé avec des obusiers de 105 mm et qu'il fusionne avec le 36th Medium Anti-Aircraft Regiment, RCA of Eastern Passage, Nova Scotia.